# عناكب الطاووس
عناكب الطاووس أو مَرَتوس (الاسم العلمي: Maratus)، جنس عناكب من فصيلة العناكب القافزة
. سُميت عناكب الطاووس بهذه الاسم نظرًا لأنماط الذكور الملونة وعادًة ما تكون اسطح بطونها العلوية متقزحة اللون غالبًا ما تضم رفارف جانبية أو شعيرات تظهر أثناء المغازلة. تفتقر الإناث إلى هذه الألوان الزاهية، لكونها غامضة المظهر. في نوع واحد على الأقل، Maratus vespertilio ، يقوم بتوسيع رفارفة أثناء المسابقات الطقسية بين الذكور. عرض الذكور ورقصة التودد معقدة، وتنطوي على إشارات بصرية واهتزازية.